# Afrokolumbianer

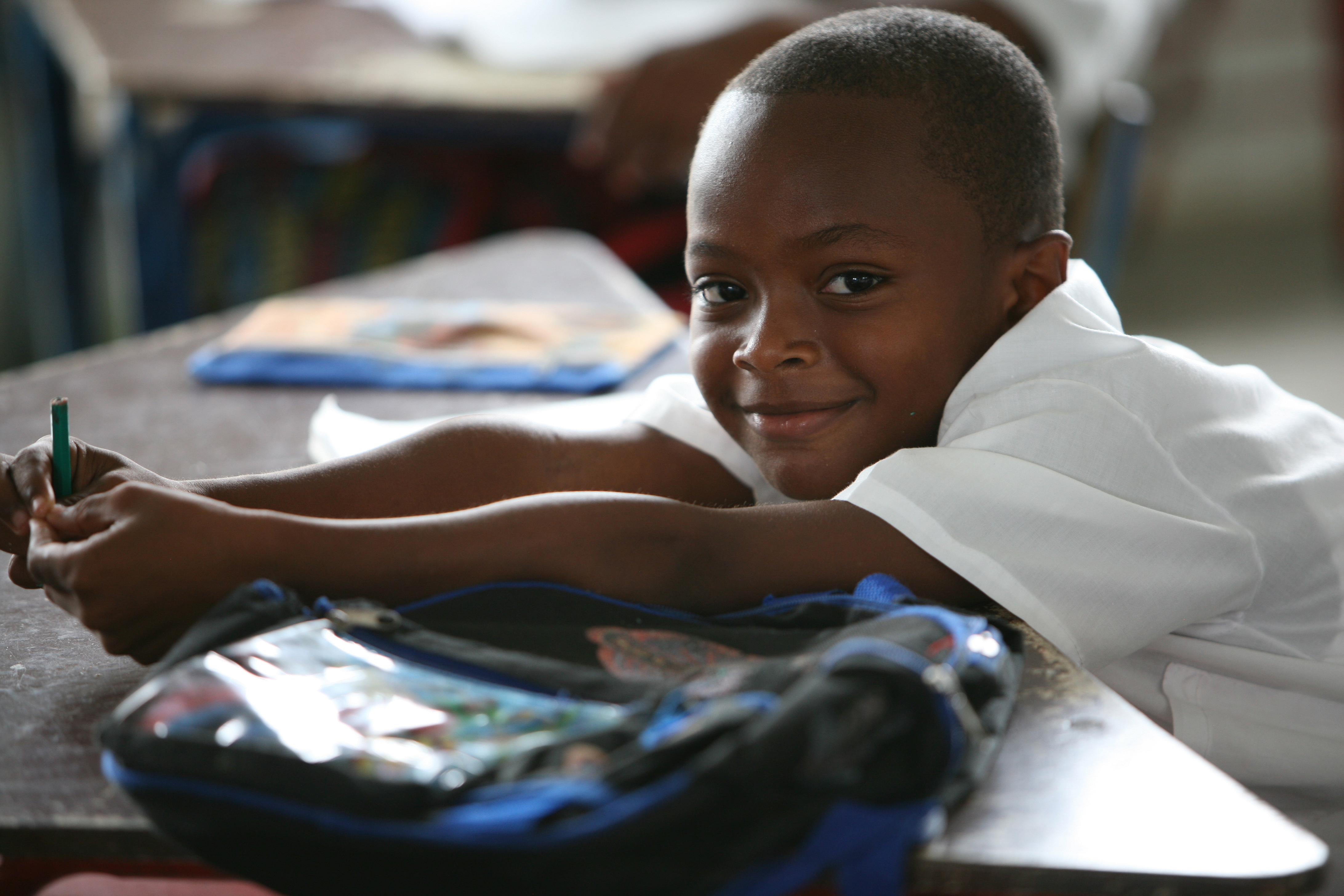
Schüler in Florida (Valle), Kolumbien

Afrokolumbianische Bevölkerungsverteilung, Stand 2005
72,7 % – 100 %
45 % – 72,6 %
20,4 % – 44,9 %
5,8 % – 20,3 %
0 % – 5,7 %
ohne Angaben

Afrokolumbianer sind Kolumbianer mit afrikanischen Vorfahren. Heute bilden sie laut demografischer Volkszählung im Jahr 2018 9,34 % der kolumbianischen Bevölkerung, darunter Schwarze, Mulatten und Zambos. Sie konzentrieren sich mehrheitlich an den Küstenregionen des Landes. Die Bezeichnung Afrokolumbianer (spanisch afrocolombiano) ist problematisch, weil afro in Lateinamerika nur in Bezug auf Kultur verwendet wird (zum Beispiel afro-brasilianische Religion), nicht in Bezug auf Personen. Es ist die drittgrößte ethnische Gruppe nach Weißen und Mestizen.
Kolumbien hat nach Brasilien, den Vereinigten Staaten, Haiti und der Dominikanischen Republik die fünftgrößte Gemeinschaft von Afro-Nachkommen auf der westlichen Hemisphäre.

## Geschichte der afrikanischen Sklaven in Kolumbien
Die ersten Afrikaner erreichten das heutige Kolumbien mit den spanischen Konquistadoren. Einer von ihnen war Ñuflo de Olano, der mit Vasco Núñez de Balboa den Pazifik erreichte. Im Jahre 1534 räumte die spanische Krone dem Konquistador Francisco de Lugo das Recht ein, schwarze Sklaven in die Provinz Santa Marta zu bringen.
In den folgenden drei Jahrhunderten kamen mehrere hunderttausend afrikanische Sklaven über Cartagena oder einen anderen Weg nach Neu-Granada, wo etwa die Hälfte von ihnen verblieb. Einige arbeiteten als Haussklaven auf dem Lande oder in den städtischen Haushalten der Oberschicht. Ohne die schwarzen Sklaven wäre die Entwicklung der Haciendas an der Atlantikküste und im Caucatal sowie der Zuckermühlen in Kolumbien, Boyaca und Cundinamarca, nicht möglich gewesen. Darüber hinaus mussten afrikanische Arbeitskräfte in den Goldminen Antioquias und des Chocó arbeiten.
Im Laufe der Zeit gelang es immer wieder einzelnen Sklaven zu fliehen. Die unwegsame kolumbianische Topographie erleichterte die Bildung sogenannter Palenques. Hierbei handelte es sich um schwer zugängliche Siedlungen der Schwarzen. Sie dienten auch als Ausbildungszentren für die ersten Guerillatruppen in Kolumbien. Viele Palenques blieben aufgrund der feindlichen Umgebung zwar relativ instabil, doch eine ganze Reihe von ihnen konnte sich bis zum Ende der Kolonialzeit halten. Noch heute existiert 70 km von Cartagena entfernt ein Dorf mit Nachkommen entlaufener Sklaven, San Basilio de Palenque. Ein großer Teil der Bevölkerung spricht Palenquero, das einzige spanischbasierte Kreolisch in Lateinamerika.